# Petrovice (powiat Znojmo)
Petrovice – gmina w Czechach, w powiecie Znojmo, w kraju południowomorawskim. Według danych z dnia 1 stycznia 2014 liczyła 351 mieszkańców.